# Обрывное
Обры́вное (до 1948 года Но́вый Буке́ш; до сер. XIX века Буке́ш; укр. Обривне, крымскотат. Yañı Bükeş, Янъы Букеш) — исчезнувшее село в Джанкойском районе Республики Крым, располагавшееся на севере района, в степной части Крыма, на берегу Сиваша, примерно в 3 км к югу от современного села Медведевка.

## История
Первое документальное упоминание села встречается в Камеральном Описании Крыма… 1784 года, судя по которому, в последний период Крымского ханства Кокеш входил в Дип Чонгарский кадылык Карасубазарского каймаканства. После присоединения Крыма к России (8) 19 апреля 1783 года, (8) 19 февраля 1784 года, именным указом Екатерины II сенату, на территории бывшего Крымского Ханства была образована Таврическая область и деревня была приписана к Перекопскому уезду. После Павловских реформ, с 1796 по 1802 год, входила в Перекопский уезд Новороссийской губернии. По новому административному делению, после создания 8 (20) октября 1802 года Таврической губернии, Букеш был включён в состав Биюк-Тузакчинской волости Перекопского уезда.
По Ведомости о всех селениях в Перекопском уезде состоящих с показанием в которой волости сколько числом дворов и душ… от 21 октября 1805 года' в деревне Бекеш числилось 7 дворов, 35 татар и 4 ясыра. На военно-топографической карте генерал-майора Мухина 1817 года деревня Бакуше обозначена с 5 дворами. После реформы волостного деления 1829 года Букеш, согласно «Ведомости о казённых волостях Таврической губернии 1829 года», остался в составе Тузакчинской волости. На карте 1836 года в деревне 10 дворов, а на карте 1842 года деревня Букеш обозначена условным знаком «малая деревня», то есть, менее 5 дворов.
В 1860-х годах, после земской реформы Александра II, деревню приписали к Байгончекской волости того же уезда. В «Списке населённых мест Таврической губернии по сведениям 1864 года», составленном по результатам VIII ревизии 1864 года, Букеш — владельческая татарская деревня с 1 двором и 5 жителями при колодцах. Согласно «Памятной книжке Таврической губернии за 1867 год», деревни Осман и Букеш были покинуты жителями в 1860—1864 годах, в результате эмиграции крымских татар, особенно массовой после Крымской войны 1853—1856 годов, в Турцию и оставались в развалинах. На трёхверстовой карте 1865—1876 года в деревне Букеш отмечены 6 дворов. Затем селения из доступных документов исчезают до 1890-х годов.
После земской реформы 1890 года Букеш отнесли к Богемской волости. В «…Памятной книжке Таврической губернии на 1892 год» в сведениях о Богемской волости никаких данных о деревне, кроме названия, не приведено.
После установления в Крыму Советской власти, по постановлению Крымревкома от 8 января 1921 года № 206 «Об изменении административных границ» была упразднена волостная система и в составе Джанкойского уезда был создан Джанкойский район. В 1922 году уезды преобразовали в округа. 11 октября 1923 года, согласно постановлению ВЦИК, в административное деление Крымской АССР были внесены изменения, в результате которых округа были ликвидированы, основной административной единицей стал Джанкойский район и село включили в его состав. Согласно Списку населённых пунктов Крымской АССР по Всесоюзной переписи 17 декабря 1926 года, в селе Букеш Новый, Таганашского сельсовета Джанкойского района, числилось 19 дворов, все крестьянские, население составляло 96 человек, из них 90 русских и 6 татар. На подробной карте РККА северного Крыма 1941 года в Букеше отмечено 22 двора
В 1944 году, после освобождения Крыма от фашистов, 12 августа 1944 года было принято постановление № ГОКО-6372с «О переселении колхозников в районы Крыма» и в сентябре 1944 года в район приехали первые новоселы (27 семей) из Каменец-Подольской и Киевской областей, а в начале 1950-х годов последовала вторая волна переселенцев из различных областей Украины. С 25 июня 1946 года селение в составе Крымской области РСФСР. Указом Президиума Верховного Совета РСФСР от 18 мая 1948 года, Новый Букеш переименовали в Обрывное. 26 апреля 1954 года Крымская область была передана из состава РСФСР в состав УССР. Время включения в Медведевский сельсовет пока не установлено: на 15 июня 1960 года село уже числилось в его составе. Ликвидировано в период между 1968 годом, когда село ещё числилось в составе Медведевского сельского совета и 1977-м, когда Обрывное уже числилось в списке упразднённых.